# 中国计算机学会王选奖
中国计算机学会王选奖是中国计算机学会于2005年起设立的奖项。该奖项最初名为中国计算机学会创新奖，2010年起更为现名，以纪念著名计算机科学家王选。
该奖起初表彰重大技术与工程成果等，2010年起则改为向在计算机领域作为杰出贡献的个人颁奖，并实行推荐制，每年评选一次，获奖人数不超过二名。其中一名奖励学术，一名奖励技术或工程，两者不可调剂。

## 历届王选奖得主

### 2005年至2009年
| 年份   | 获奖成果                                           | 级别   | 主要完成人 | 主要完成单位                       |
| ------ | -------------------------------------------------- | ------ | ---------- | ---------------------------------- |
| 2005年 | 天阗入侵检测与管理系统                             | 二等奖 | 严望佳     | 北京启明星辰信息技术有限公司       |
| 2005年 | 海量存储网络系统TH-MSNS                            | 二等奖 | 舒继武     | 清华大学                           |
| 2005年 | 随机Petri网和计算机网络服务质量                    | 二等奖 | 林闯       | 清华大学                           |
| 2006年 | IPV6核心路由器                                     | 一等奖 | 徐明伟     | 清华大学                           |
| 2006年 | 龙芯2号增强型高性能通用处理器                      | 一等奖 | 胡伟武     | 中国科学院计算技术研究所           |
| 2006年 | 中国铁路客票发售和预定系统V5.0                     | 二等奖 | 朱建生     | 中国铁道科学院电子计算研究所       |
| 2007年 | 通讯并发系统中的拓扑结构、随机性与噪音             | 一等奖 | 应明生     | 清华大学                           |
| 2007年 | PDSOFT计算机辅助工厂设计系统                       | 一等奖 | 唐卫清     | 北京中科辅龙计算机技术股份有限公司 |
| 2007年 | 知识网格的基础理论                                 | 二等奖 | 诸葛海     | 中国科学院计算技术研究所           |
| 2007年 | 《电脑启示录》（上、中、下篇）                     | 二等奖 | 徐志伟     | 中国科学院计算技术研究所           |
| 2008年 | 信息设备资源共享协同服务（闪联/IGRS）国际标准研制  | 一等奖 | 孙育宁     | 闪联信息技术工程中心               |
| 2008年 | 数字电路测试若干关键技术及其在微处理器测试中的应用 | 二等奖 | 李晓维     | 中国科学院计算技术研究所           |
| 2008年 | 高速网络路由与交换技术的理论和方法学               | 二等奖 | 刘斌       | 清华大学                           |
| 2009年 | 纯XML数据库技术研究                                | 一等奖 | 孟小峰     | 中国人民大学                       |
| 2009年 | 面向现代服务业的虚拟运营综合业务平台               | 二等奖 | 杨放春     | 北京邮电大学                       |

### 2010年至今
| 年份   | 获奖者 | 获奖时单位               | 获奖时职务         |
| ------ | ------ | ------------------------ | ------------------ |
| 2010年 | 高文   | 北京大学                 | 教授               |
| 2010年 | 刘积仁 | 东北大学                 | 教授               |
| 2011年 | 廖湘科 | 国防科技大学             | 教授               |
| 2011年 | 孙凝晖 | 中国科学院计算技术研究所 | 研究员             |
| 2012年 | 刘庆峰 | 科大讯飞                 | 董事长兼总裁       |
| 2013年 | 李彦宏 | 百度                     | 董事长兼CEO        |
| 2013年 | 李晓明 | 北京大学                 | 教授               |
| 2014年 | 赵沁平 | 北京航空航天大学         | 教授               |
| 2014年 | 雷军   | 小米                     | 董事长兼CEO        |
| 2015年 | 李建中 | 哈尔滨工业大学           | 教授               |
| 2015年 | 刘迎建 | 汉王科技                 | 董事长             |
| 2016年 | 李星   | 清华大学                 | 教授               |
| 2016年 | 王永民 | 中国王码集团             | 董事长             |
| 2017年 | 鲍虎军 | 浙江大学                 | 教授               |
| 2017年 | 周志华 | 南京大学                 | 教授               |
| 2018年 | 胡伟武 | 中国科学院计算技术研究所 | 研究员             |
| 2018年 | 胡伟武 | 龙芯中科技术有限公司     | 总裁               |
| 2018年 | 王怀民 | 国防科技大学             | 教授               |
| 2019年 | 汪滔   | 大疆创新                 | 创始人兼CEO        |
| 2019年 | 胡事民 | 清华大学                 | 教授               |
| 2020年 | 金海   | 华中科技大学             | 教授               |
| 2021年 | 窦强   | 飞腾信息技术有限公司     | 总经理兼首席科学家 |
| 2021年 | 杨广文 | 清华大学                 | 教授               |
| 2022年 | 刘云浩 | 清华大学                 | 教授               |
| 2022年 | 阳振坤 | 北京奥星贝斯科技有限公司 | 首席科学家         |
| 2023年 | 马华东 | 北京邮电大学             | 教授               |
| 2023年 | 祝明发 | 联想集团                 | 研究员             |
| 2023年 | 祝明发 | 北京航空航天大学         | 研究员             |